# 強がりセンセーション
強がりセンセーション（つよがりセンセーション、略称：強セン）は、2024年に再始動した日本の6人組女性アイドルグループ。2014年から2017年までの活動によって、ライブアイドル界においてその名を知られていた。所属事務所はFreoMotto。ファンの総称はセンサー。 

## 概要
2014年8月17日にお披露目。「気持ちだけは一丁前！」をキャッチコピーに、メンバーのひたむきさとジャンルを問わない楽曲を武器に活動した。2015年8月4日に発売された1stシングル『#夢の続き』では、オリコンデイリーランキングにて第1位を記録した。
2018年4月をもって解散。
2024年8月14日に、Spotify O-WESTにて「新章」強がりセンセーションとして活動を再開。2025年8月12日に、同所で一周年ライブを開催した。

## 略歴

### 2014年
- 8月17日、初ライブを東京・池袋にあるRuido K3にて開催。会場は満員となった。オリジナルメンバーは、市川結愛・蒼井ちひろ・上條笑果・笹木都々華・辻本あや。
- 10月13日、初の地方遠征となる、朱鷺メッセ新潟コンベンションセンターで開催された 日本カワイイ博 IN NIIGATA 2014 に出演[4]。

### 2015年
- 4月18日、強がりセンセーション候補生として2月より活動していた、瑞樹杏樹・鈴森玲奈・山本なほ・松本百合愛の4名が正規メンバーに昇格し、代アニLIVEステーションでデビューライブを行う。（ファンの前で新メンバー公開オーディションとして、3月から開催されている。）
- 6月7日、150人動員できなかったら富士山登山といったミッションを掛けた単独公演（強がりセンセーション初の単独公演）を開催し、渋谷Milkywayに223名集客し、ミッションをクリアした[5]。本公演の最後には1stシングル#夢の続きの発売も発表された。
- 8月4日、1stシングル#夢の続きがリリースされ、オリコンデイリーチャート1位を記録した[6]。
- 8月16日、渋谷にある TSUTAYA O-Nestにて、『強がりセンセーション1周年記念公演』を開催し、満員の観客の前でワンマンライブを新宿BLAZEで行うことが決定した[7][8]。
- 9月5日・6日、この2日間で大阪遠征を初めて実施。関西地方にいる多くのファンに、強がりセンセーションを初披露。
- 10月10日、藤井睦・水原ゆうい三期生の2名が加入。（秋葉原にあるソフマップでこの日に開催された『強がりセンセーション定期公演 vol.4 』内にて）
- 12月2日、新宿BLAZEにて、『強がりセンセーション1stワンマンライブ「それでも私は」 』を開催。この日2ndシングルの#煌めいての発売が発表された。

### 2016年
- 3月1日、2ndシングル#煌めいてがリリースされ、オリコンデイリーチャート2位を記録した[9]。
- 3月31日、初の地方での単独公演（関東以外で）『初名古屋単独公演！手羽先センセーション vol.1』を開催。なお、このライブタイトルである手羽先センセーションが、後に結成される姉妹グループの名称に採用された。
- 5月5日、新宿にあるRuido K4で開催された『GW単独公演～ゆあぴょん(ほぼ)365ステージ記念』のアンコールにおいて、木村美陽・広瀬みのり2人が登場し、この日より4期生として活動を開始。
- 8月13日、ももいろクローバーZ主催の桃神祭(日産スタジアム)にて行われたSIF2016に出演[10]。スターダストプロモーション以外のアイドルグループがイベントに出演するのは初となる。
- 8月14日、TSUTAYA O-Westにて2ndワンマンLIVE 『強がりセンセーション 2ndワンマンライブ ～夏歌わぬ者は冬も泣く！汗水流す少女たちの完全燃焼宣言～』を開催。（前売りチケットはSOLDOUT）　この日の公演で、異文化交流企画として連続のCD発売が発表された。第一弾シングルは9月7日に発売し、feat.に元HIGH and MIGHTY COLORのユウスケを加え、楽曲提供はRIDDLEの平野俊輔が担当。タイトルはさよならBABY feat. ユウスケとなる[11]。

### 2017年
- 5月6日、武道館アイドル博2017（東京・日本武道館）に出演[12]。
- 6月24日、強がりセンセーションの姉妹グループ、名古屋を拠点とする手羽先センセーションが結成され、初ライブを大須RAD HALLにて開催。
- 7月23日、新メンバー嶋宗凜・染矢みさき・丸谷あさひの3人が加入する。（『新メンバーお披露目公演』HOLIDAY SHINJUKU ）
- 8月13日、吉祥寺CLUB SEATAにて『強がりセンセーション3周年記念単独公演』を開催。
- 11月8日、12月開催のワンマンライブ『 Dear Future 』を最後に現体制での活動を終了し、来春を目途に強がりセンセーション新体制を始動させる事を発表した[13]。
- 12月17日、マイナビ赤坂ブリッツ（赤坂BLITZ）にて現体制最後となるライブ、強がりセンセーションワンマンライブ『 Dear Future 』を開催した。なおこのライブでは強がりセンセーションを卒業した歴代全メンバーが会場である赤坂BLITZに集結。現体制メンバーと卒業メンバーとのスペシャルユニットドリームセンセーションを結成した。

### 2018年
- 2月18日、丸谷あさひが卒業。一カ月後の3月18日、同事務所のエモップに加入する。
- 4月17日、春頃の活動再開を目指して準備してきたが「もう少し時間が必要」という判断に至ったと発表[14]。木村美陽と染矢みさきが新体制に参加しないことを併せて発表し、予定されていたメンバー全員が降板（解散）した。 なお、このとき予定されていた新体制のメンバーの中に、6年後に強センのメンバーとなる永井穂花がいたことが、後に明かされている[15]。

### 2024年
- 3月29日、公式Xにて「新生強がりセンセーション」の始動を告知[16]。新メンバー募集を開始した[17]。グループの楽曲（作詞）を手掛けてきたDJ金魚は、「強がりセンセーションが復活する時は、立ち上げた3名全員の気持ちが一致した時にしよう」と決めていたが、3人の意見が一致しないまま6年が経過し、ようやく「強がりな女の子たちの夢を、希望を、叶えられる時がきた」[18]と、復活の経緯を説明した。
- 7月16日、YouTubeLiveにて「新章スタート会見」を配信[19]。永井穂花、増田英美、天瀬向葵、仲川ちせ、椎南めい、星野理沙の6人体制で「新章」がスタートすることを発表した。
- 8月14日、デビューワンマンライブ「『#WOLLIE』-Celebrating 10 years-」をSpotify O-WESTで開催。旧体制時代の既存曲のほか、新曲「WOLLIE」を初披露した[20]。
- 9月3日、 毎週火曜日の定期公演「修業無銭定期vol.1」をTwin Box AKIHABARAで開催。9月の4回の定期公演で累計300人の動員を達成することなど3つのミッションが発表され、それらミッションの成否による報酬・罰ゲームも併せて発表された[21]。
- 9月23日、増田英美生誕祭を渋谷DAIAで開催[22]。
- 9月24日、「修行無銭定期Vol.4」で99人を動員し、4回合計の動員が304人となってミッションを達成[23]。同公演をノーミスで終えるという２つ目のミッションも達成して、罰ゲームのマラソンを回避し、報酬として新曲が作られることとなった。なお、月末までに各メンバーがXのフォロワーを500人ずつ増やすという3つ目のミッションは誰も達成できず、3つのミッションをすべて達成した場合の報酬だった「ワンマン開催」はお預けとなった。
- 10月12日、仲川ちせ生誕祭を新宿Zirco Tokyoで開催[24]。
- 10月14日、天瀬向葵生誕祭を渋谷club asiaで開催[25]。
- 11月5日 「修行無銭定期公演vol.10」で、前月の「強がりミッション」の結果を発表。「無遅刻、無滞納」「10月定期累計来場者人数305人」は達成したものの、「ツイート数の徹底」はクリアできず、「遠征ツアーの開催」のみが決定した[26]。
- 12月3日 「修行無銭定期vol.14」で前月の「強がりミッション」の結果を発表。３つのミッション「1週間に合計120分以上配信 & 100の質問をXにあげる」「タクシー禁止 」「11月定期累計来場者人数322人」をすべてクリアし、ワンマンライブ開催と新衣装制作が決定した[27]。
- 12月15日、椎南めい生誕祭を新宿Zirco Tokyoで開催[28]。
- 12月29日、渋谷GRITで開催された単独公演で、増田英美が「島留学」を理由に翌年1〜3月まで活動休止することを発表した[29]。
- 12月31日、「修行無銭定期公演 Vol.18」を開催。Twin Box AKIHABARAで9月から開催されてきた同定期公演が終了した。12月のミッションであったファン投票の結果が発表され、1位となった星野理沙が新曲のセンターに決定した。順位は、星野、天瀬、増田、永井、仲川、椎南の順だった[30]。

### 2025年
- 1月5日、新宿ZircoTokyoで開催された対バンライブを最後に、増田英美が「島留学」を理由とする活動休止に入った[31]。
- 1月13日、Spotify O-crestで開催された単独公演において、増田不在中のサポートメンバーとして、神谷美玲が加入した[32]。神谷の所属するグループ「あの歌のせい」が、前年12月をもって現体制（プレデビュー期間）を終了し、新体制（正式デビュー）に向けた準備期間に入ったばかりのタイミングだった[33]。神谷は、2017年から2020年まで手羽先センセーションの初期メンバーとして活動。
- 2月1日、永井穂花生誕祭を池袋harevutaiで開催した[34]。
- 2月21〜24日、「強セン名阪ツアー 名古屋編」と銘打ち、新章強センとして初の名古屋遠征。遠征ツアーの開催は、前年のミッション達成による公約の一つだった[35]。
- 3月2日、星野理沙生誕祭を白金高輪SELENE b2で開催[36]。
- 3月20日、渋谷GRITでの単独公演をもって、神谷美玲がサポートメンバーとしての活動を終了した[37]。
- 3月30日、単独公演 『増田英美 〜復帰への挑戦〜』をBUZZLIVE SHIBUYAで開催。「島留学」から帰還した増田英美のグループへの復帰を認めるかを来場者に問い、圧倒的多数の賛成票により復帰が認められた[38]。
- 5月1日、単独公演『新衣装&DIVEお披露目！』を渋谷VIDENTで開催。現体制３着目となる新衣装をお披露目、「DIVE」を現体制で初披露した[39]。また、6月8日にculub asiaでワンマンライブを行うこと（前年のミッション達成による公約）、7月29日にCDをリリースすることを併せて発表した[40][41]。なお、足の負傷により、このライブから同月末まで、増田英美が「歌唱のみでの出演」となった[42]。
- 5月5日、横浜ランドマークホールで開催されたフレオ祭で、新曲「タタカウアシタ」を初披露。前年の定期公演における「強がりミッション」の公約だった星野理沙センター曲で、現体制として２曲目の新曲となった。
- 5月11日、ららぽーと立川立飛2Fイベント広場で、ミニアルバム「NEW WAG」の第１回リリースイベントを開催した[43]。
- 6月8日、1st ONEMAN LIVE『強がりのその先へ』を渋谷club asiaで開催した[44]。167人の動員を集め、150人の動員目標をクリアした。
- 7月20日、増田英美生誕祭を代官山SPACE ODDで開催した[45]。
- 7月29日、1st mini album『NEW WAG』をリリース。「オリコン3位以内」を目標に掲げていたが、デイリーアルバムランキングで惜しくも5位だった[46]。
- 8月11日、お台場R地区特設会場で開催された「IDOL SUMMER JUNGLE 2025」に出演。現体制初の夏フェス出演となった[47]。
- 8月12日、「1st ANNIVERSARY LIVE “強がる事を諦めない”」をSpotify O-WESTで開催した。ミニアルバム『NEW WAG』に収録された新曲「すきがとまんないっ!!!」をライブで初披露[48]。

## メンバー

### 「新章」メンバー
| 氏名                   | 生年月日              | 出身地   | 身長    | 血液型 | イメージカラー | ニックネーム                     | ファンネーム | 趣味、特技等                                              | 加入日 （初ステージ） | 備考 |
| ---------------------- | --------------------- | -------- | ------- | ------ | -------------- | -------------------------------- | ------------ | --------------------------------------------------------- | --------------------- | --- |
| 永井 穂花 ながいほのか | 2001年1月29日（24歳） | 神奈川県 | 154cm   | A型    | ライムグリーン | ほののん                         |              | UFOキャッチャー、きゅうりが好き                           | 2024.8.14             | リーダー 元きみにYORISOERU 元ラストアイドル |
| 増田 英美 ますだえいみ | 2001年7月31日（24歳） | 東京都   | 156.5   | A型    | レッド         | えいみ                           |              |                                                           | 2024.8.14             | FreeK所属の僕はキミのカケラ。とKATACOTO＊BANKのメンバーを兼任していた。 一時、ネコプラも兼任。ネコプラの現メンバー増田みいは実姉である。 FreeKの前はプラスワン、FreeK卒業後はWenusで活動。 |
| 天瀬 向葵 あませあおい | 10月11日              | 福岡県   | 153.3cm | AB型   | ライトブルー   | あおちゃ                         |              | 唐揚げ、お寿司、枝豆が好き。                              | 2024.8.14             | アソビシステム傘下のアイドル育成プロジェクト「Hi-Fi GIRLs PROJECT」で活動していた。 |
| 仲川 ちせ なかがわちせ | 10月11日              | 北海道   | 155cm   | O型    | パープル       | ちせち                           |              | ゲーム（『龍が如く』）、ホラー、K-POP、美術館、猫、ツイ廃 | 2024.8.14             | アイドル一年生。 |
| 椎南 めい しいなめい   | 12月8日               | 茨城県   | 155cm   | O型    | オレンジ       | めいめい                         | めいめい隊   | ラーメン、ドーナツ、カフェに行くことが好き。              | 2024.8.14             | アイドル一年生。高校でチアをしていた。 |
| 星野 理沙 ほしのりさ   | 1999年3月2日（26歳）  | 東京都   | 158cm   | B型    | イエロー       | ﾁｬﾝﾘｻ （コールは「りさちゃん」） | りさっ子     | ビール、サウナ                                            | 2024.8.14             | 煽り担当 元ラブアグレッション 元DolceMisto 元実家と１R 元ヨモスエ |

### 「新章」元メンバー
| 氏名                   | 生年月日              | 出身地 | 身長  | 血液型 | イメージカラー | ニックネーム   | ファンネーム | 趣味、特技等 | 活動期間             | 備考                                                                           |
| ---------------------- | --------------------- | ------ | ----- | ------ | -------------- | -------------- | ------------ | ------------ | -------------------- | ------------------------------------------------------------------------------ |
| 神谷 美玲 かみやみれい | 1995年5月11日（30歳） | 静岡県 | 158cm | O型    | ゴッドホワイト | みれい、みれぴ |              |              | 2025.1.13〜2025.3.20 | サポートメンバー 現あの歌のせい 元煌めき☆アンフォレント 元手羽先センセーション |

### 歴代メンバー
（卒業順）
| 名 前      | よ み             | ニックネーム | 加入期 | 担当カラー     | 卒業日         | 備考 |  |
| ---------- | ----------------- | ------------ | ------ | -------------- | -------------- | --- |  |
| 笹木都々華 | ささき つづか     | つーちゃん   | 一期   | 黄色           | 2014年9月14日  | 卒業後、同事務所の気まぐれパンデミックを経て仮面女子（白羽都々華名義）に加入するも諸事情により退所。ドリームセンセーションで『Dear Future』に出演したのを最後に芸能活動を引退した。                                     |  |
| 蒼井ちひろ | あおい ちひろ     | ちいぴょん   | 一期   | 水色           | 2015年2月15日  | 卒業後、BiSH（セントチヒロ・チッチ名義）のメンバーとして活動。 |  |
| 辻本あや   | つじもと あや     | あやりん     | 一期   | ピンク         | 2015年2月15日  | 卒業後、Send☆Charmを経てQ-pitch（槙田あや名義）のリーダーとして活動。 |  |
| 鈴森玲奈   | すずもり れいな   | れいちゃん   | 二期   | 水色           | 2015年8月12日  | 卒業後、ドリィムアビリティ（黒崎智花名義）を経てLunariaで活動するも諸事情により退所。ドリームセンセーションで『Dear Future』に出演したのを最後にアイドル活動を引退した。                                                |  |
| 瑞月杏樹   | みづき あんじゅ   | あんじゅ     | 二期   | ピンク         | 2015年8月6日   | 卒業後、暗黒姫を経てソロシンガーとして活動（相川陽菜名義）（あんじゅ名義） |  |
| 松本百合愛 | まつもと ゆりあ   | ゆりあん     | 二期   | 赤             | 2015年11月14日 | 卒業後、ラストクエスチョン加入も怪我により退所 手術リハビリを経てマタタvv（YURIA名義）で活動。 |  |
| 上條笑果   | かみじょう えみか | えみけ       | 一期   | オレンジ       | 2016年1月10日  | 卒業後、女優（井上果歩名義）として活動。 |  |
| 藤井睦     | ふじい むつみ     | むっちゃん   | 三期   | 黄緑→ オレンジ | 2017年2月28日  | 卒業後、ザ・バーレスクにて活動。 |  |
| 市川結愛   | いちかわ ゆあ     | ゆあぴょん   | 一期   | 紫→ 赤         | 2017年3月31日  | 卒業後、姉妹グループ「手羽先センセーション」に復帰、その後卒業しソロとして活動。2018年4月にアイドル卒業ライブ、11月にはラストリリースイベントを開催。2019年8月に芸能活動を再開した。                                    |  |
| 山本なほ   | やまもと なほ     | なほてぃ     | 二期   | 黄→ 水色       | 2017年7月8日   | 卒業後、ソロ活動を経てマタタvv（NAHO名義）で活動。 |  |
| 水原ゆうい | みずはら ゆうい   | ゆうゆ       | 三期   | 青→ 黄色       | 2017年12月25日 | |  |
| 広瀬みのり | ひろせ みのり     | みのりん     | 四期   | ミントグリーン | 2017年12月25日 | 卒業後、Fullfull☆Pocketで活動。2022年6月よりCYNHNで活動。 |  |
| 嶋宗凜     | しまむね りん     | りんりん     | 五期   | オレンジ       | 2017年12月25日 | 卒業後、女優として舞台への出演や、ソロシンガーとして活動（現在は小湊一凜またはICHICA名義） |  |
| 丸谷あさひ | まるたに あさひ   | あさひまる   | 五期   | パープル       | 2018年2月18日  | 卒業後、エモップ（エモクルスコップ）を経て（2018年7月でエモップ活動中止）同事務所のイベントなどに出演していたが2019年5月に退所した。2019年11月よりAiDOLOXXXYで活動。2020年7月に同グループを卒業し、芸能活動を引退した。 |  |
| 染矢みさき | そめや みさき     | みーたん     | 五期   | レッド         | 2018年4月17日  | 卒業後、舞台への出演などを経て2020年2月より福岡ソフトバンクホークス公式チアチームのハニーズで活動（Misaki名義） |  |
| 木村美陽   | きむら みよ       | みよぱん     | 四期   | ピンク         | 2018年4月17日  | 卒業後、一旦は同事務所を退所したが2018年8月に復帰し、イベントなどに出演している。 |  |

## 作品

### シングル
| # | 発売日       | タイトル                    | 順位(オリコン)          | 備考                             | 規格品番                                               |
| - | ------------ | --------------------------- | ----------------------- | -------------------------------- | ------------------------------------------------------ |
| 1 | 2015年8月4日 | #夢の続き                   | デイリー1位（オリコン） | 初の全国流通盤                   | TYSN-0001 [通常盤] TYSN-0002 [夢盤] TYSN-0003 [青春盤] |
| 2 | 2016年3月1日 | #煌めいて                   | デイリー2位（オリコン） | ROCKバンドghostnoteから楽曲提供  | TYSN-0006 [初回盤] TYSN-0005 [光盤] TYSN-0004 [希望盤] |
| 3 | 2016年9月7日 | さよならBABY feat. ユウスケ | 2000枚限定盤（ 完売 ）  | 異文化コラボレーション企画第一弾 | TYSN-0007                                              |
| 4 | 2017年2月1日 | UG stepper feat. MIZ        | 限定盤                  | 異文化コラボレーション企画第二弾 | TYSN-0008                                              |

### アルバム
| # | 発売日        | タイトル | 収録曲 | 順位(オリコン)                            | 備考                                 | 規格品番 |
| - | ------------- | -------- | --- | ----------------------------------------- | ------------------------------------ | -------- |
| 1 | 2025年7月29日 | NEW WAG  | Opening SE タタカウアシタ ウノウクノウカノウサノウ ナントカ、ウィンウィン すきがとまんないっ!!! #夢の続き | デイリー5位 ウィークリー12位 （オリコン） | rockfieldから発売 タワーレコード限定 | TYSN-015 |

### DVD
| 発売日         | タイトル                                               | 備考 |
| -------------- | ------------------------------------------------------ | ---- |
| 2016年1月1日   | 強がりセンセーションのホントはもっと強がりたい!! Vol.1 |      |
|                | 強がりセンセーションのホントはもっと強がりたい!! Vol.2 |      |
| 2016年11月12日 | 強がりセンセーション 2nd ワンマンライブ                |      |

### 楽曲一覧
（発表順）
|    | ライブ初披露日                   | 「新章」初披露日 | タイトル                    | 作詞                                     | 作曲                 | 編曲                     |
| -- | -------------------------------- | ---------------- | --------------------------- | ---------------------------------------- | -------------------- | ------------------------ |
| 1  | 2014年8月17日・デビューライブ    | 2024年10月8日    | 僕はタオル                  | 國米真吾                                 | 國米真吾             |                          |
| 2  | 2014年8月17日・デビューライブ    | 2024年11月5日    | ナントカ、ウィンウィン      | DJ金魚                                   | mu-ray               | mu-ray                   |
| 3  | 2014年8月17日・デビューライブ    | 2024年8月14日    | #夢の続き                   | DJ金魚                                   | YoshiBo→             | コモP                    |
| 4  | 2014年11月1日                    |                  | 萌やし女子の学習            | DJ金魚                                   | 梶原パセリちゃん     | YoshiBo→                 |
| 5  | 2014年11月26日                   | 2024年12月29日   | センサーはセンター          | DJ金魚                                   | 水野公仁             | YoshiBo→                 |
| 6  | 2014年12月24日                   |                  | くまの子テディ○(ｏ・ω・ｏ)○ | DJ金魚                                   | 梶原パセリちゃん     | YoshiBo→                 |
| 7  | 2015年5月2日                     | 2024年8月14日    | 行かなくちゃ！青春          | DJ金魚                                   | 梶原パセリちゃん     | YoshiBo→                 |
| 8  | 2015年6月7日・初の単独公演       | －               | センサーはセンター 2015ver  | DJ金魚                                   | 水野公仁             | YoshiBo→                 |
| 9  | 2015年11月14日                   | 2024年8月14日    | 君がここにいる理由          | DJ金魚                                   | Yohei Ito a.k.a 銀龍 | YoshiBo→                 |
| 10 | 2015年11月28日                   | 2025年5月1日     | DIVE                        | DJ金魚                                   | 福田智               | 福田智                   |
| 11 | 2015年12月2日・1stワンマンライブ | 2025年2月1日     | #煌めいて                   | 大平伸正                                 | 大平伸正             | 石井真之、ghostnote      |
| 12 | 2016年6月4日                     |                  | ウルトラミラクルハッピー    | 梶原パセリちゃん                         | 梶原パセリちゃん     | 梶原パセリちゃん         |
| 13 | 2016年6月4日                     | 2024年9月3日     | ウノウクノウカノウサノウ    | 梶原パセリちゃん                         | 梶原パセリちゃん     | ShinYMG                  |
| 14 | 2016年7月28日                    | 2024年8月14日    | きみがとまんないっ!!!       | DJ金魚                                   | KOJI oba             | KOJI oba                 |
| 15 | 2016年8月14日・2ndワンマンライブ | 2024年8月14日    | さよならBABY feat. ユウスケ | 平野俊輔(RIDDLE)、ユウスケ(Vanity Sicks) | 平野俊輔(RIDDLE)     | 平野俊輔                 |
| 16 | 2016年12月29日                   | 2025年6月8日     | UG stepper feat. MIZ        | デストロイはるきち                       | ミソッカス           | ミソッカス、SiN-言霊BAND |
| 17 | 2017年4月16日                    |                  | RESET                       | DJ金魚                                   | YOUDAI               |                          |
| 18 | 2017年9月24日                    |                  | We Are The One              | ACOROCK                                  | ACOROCK              |                          |
| 19 | 2024年8月14日                    | 同左             | WOLLIE                      | 平野俊輔（RIDDLE）                       | 平野俊輔（RIDDLE）   |                          |
| 20 | 2025年5月5日                     | 同左             | タタカウアシタ              | DJ金魚                                   | ANDW                 |                          |
| 21 | 2025年8月12日                    | 同左             | すきがとまんないっ!!!       |                                          |                      |                          |